# Dorin Vasile Munteanu
Dorin Vasile Munteanu (n. 29 decembrie 1950) este un fost deputat român în legislatura 1992-1996, ales în județul Timiș pe listele partidului PDSR. Dorin Vasile Munteanu este de profesie economist.